# Cyrtophora lacunaris
Cyrtophora lacunaris là một loài nhện trong họ Araneidae.
Loài này thuộc chi Cyrtophora. Cyrtophora lacunaris được miêu tả năm 1990 bởi Chang-Min Yin et al..